# Ernesto de Baviera (1500-1560)
Ernesto (13 de junio de 1500 - 7 de diciembre de 1560) fue un príncipe bávaro. Fue administrador de las diócesis de Passau y Salzburgo y señor prendario de Glatz.

## Primeros años
Ernesto era el sexto hijo, pero tercer varón del duque Alberto IV de Baviera y su esposa la archiduquesa Cunegunda de Austria, hija del emperador Federico III del Sacro Imperio Romano Germánico.
En 1506, su padre promulgó una Ley de Primogenitura, estipulando que Baviera no se dividirá entre sus hijos tras su muerte, como se hacía antes. Como resultado, tanto Ernesto como su hermano Luis, fueron excluidos de la sucesión. Sus padres decidieron que, en su lugar, siguiera una carrera eclesiástica. Quedó huérfano de padre en 1508, tras lo cuál se encargó al historiador de la corte bávara, Johannes Aventinus, la tarea de proporcionar a Ernesto una educación adecuada. Ernesto y Luis viajaron a Italia, donde trabajaron en Pavía y asistieron a las conferencias del famoso jurista Jason Magnus, después fue a París y a Sajonia con Juan de Malentein, quien posteriormente se convertiría en obispo de >Seckau.
En 1515, Luis se matriculó en la Universidad de Ingolstadt. Pronto se convirtió en miembro de la Sodalitas Ingolstatiensis, una sociedad literaria fundada por Aventino, por sugerencia del humanista Conrad Celtis.

## Administrador de Passau
Con el apoyo de su tío emperador Maximiliano I, sus hermanos Guillermo y Luis ya duques (su madre Cunegunda logró que se anulara la voluntad de su esposo y ambos eran gobernantes) lograron en 1514 que Ernesto fuera nombrado coadjutor del obispo Wiguleus Fröschl de Marzoll en Passau. La confirmación papal del nombramiento tuvo lugar el 28 de enero de 1517.
Aunque no había sido ordenado, fue nombrado administrador de la diócesis de Passau tras la muerte del obispo Fröschl en 1517. Sin embargo, no renunció a su derecho a la corregencia en el Ducado de Baviera. Sus pretensiones hereditarias fueron apoyadas por el archiduque Fernando I. La cuestión se resolvió finalmente en 1534 mediante el Tratado de Linz entre las casas reales de Habsburgo y Wittelsbach. En 1536, Ernesto renunció a sus pretensiones a cambio de una indemnización de 275 000 florines.
Como administrador de Passau, se opuso a los seguidores de Martín Lutero y a los anabaptistas. En 1522, participó en el Sínodo Provincial de Mühldorf am Inn y en 1527 en la conferencia de Salzburgo. En 1524, se unió a una alianza entre los obispos del sur de Alemania, los duques de Baviera y el archiduque Fernando para hacer cumplir el Edicto de Worms. Por instigación suya, el reformador Leonhard Kaiser fue entregado a las autoridades seculares en 1527 y quemado en la hoguera en Schärding, entonces parte del distrito de Burghausen. En 1532, Ernesto estuvo presente en la Dieta imperial de Augsburgo y en 1532 en Ratisbona.
Como empresario, participó en las minas de Bohemia y comerció con metales preciosos. Realizó transacciones con Viena, Praga, Leipzig y Amberes, y mantuvo estrechas relaciones con las ciudades comerciales del sur de Alemania.

## Administrador de Salzburgo
De acuerdo con el acuerdo de 1516, sus hermanos Guillermo y Luis procuraron que Ernesto fuera el siguiente en gobernar la Arquidiócesis de Salzburgo. En 1525, llegaron a un acuerdo con el cabildo catedralicio de Salzburgo, por el cual Ernesto fue nombrado coadjutor del arzobispo de Salzburgo como compensación por la ayuda bávara en la Guerra de los Campesinos Alemanes. El cabildo propuso debidamente su nombramiento al Papa, quién rechazó la propuesta. Para posibilitar un nuevo proceso de nombramiento, Ernesto renunció a su cargo de administrador de la diócesis de Passau.
Tras la muerte del obispo Matthäus Lang von Wellenburg de Salzburgo, fue elegido administrador de Salzburgo por el capítulo el 21 de abril de 1540. El Papa confirmó su elección el 21 de mayo, con la condición de que en el plazo de diez años, Ernesto fuera ordenado sacerdote o de lo contrario, tendría que abandonar la archidiócesis. Tomó posesión el 12 de octubre de 1540.
En Salzburgo, al igual que antes en Passau, Ernesto se mostró indulgente con el movimiento protestante. Quizás su comprensión de las causas intelectuales y sociales de la Reforma influyó en ello. Contribuyó poco al renacimiento intelectual y espiritual del catolicismo; sin embargo, reconoció los avances sociales y económicos de su época. Asistió a la Dieta de Ratisbona en 1541 y celebró sínodos provinciales en 1544 y 1553. Fue un administrador competente: puso orden en las finanzas del país e introdujo reformas administrativas. Al igual que en Passau, se dedicó a las empresas económicas. Se dedicó a la minería alpina, al comercio de ganado y grano y al comercio de monedas.
Aun así, retrasó su ordenación sacerdotal. En su testamento, fechado el 25 de septiembre de 1550, explicó que nunca tuvo intención de ser sacerdote. Solicitó repetidamente al Papa la dispensa de las órdenes superiores, pero esta le fue finalmente denegada en 1554, planteandole la opción de ordenarse inmediatamente o renunciar. Ernesto optó por renunciar y el 16 de julio de 1554 dejó el sacerdocio a su sucesor, Miguel de Kuenburg.

## Juramento del Señor de Glatz y muerte
Al acercarse el final de su carrera eclesiástica, Ernesto adquirió el condado de Glatz a Juan IV de Pernštejn en 1549. En 1549, Glatz pasó a formar parte de Bohemia. La compra incluía el señorío de Hummel, que Ernesto entregó a su hijo Eustaquio el 10 de diciembre de 1549. Eustaquio era su hijo ilegítimo hasta que el papa Julio III lo legitimó como noble en 1550. En 1546, fue aceptado como súbdito terrateniente por los Estados de Bohemia.
Ernesto se estableció definitivamente en Glatz en 1556. No retomó sus actividades económicas y comerciales. Aunque ya no ocupaba ningún cargo eclesiástico, se comprometió con la Contrarreforma y en 1558, él y el emperador Fernando I convocaron un sínodo. El objetivo principal de este sínodo era evaluar las creencias del clero. Los abades cistercienses Juan de Grüssau y Leonardo de Fürstenfeld habían elaborado un cuestionario.
Ernesto también reformó la administración de Glatz, empleando a funcionarios cualificados que había traído consigo de Salzburgo y Baviera. Amplió el castillo de Glatz. Su adquisición incluía el privilegio de acuñar monedas, por lo que comenzó a acuñarlas con el león de Bohemia en una cara y los escudos de armas del Palatinado-Zweibrücken, el Ducado de Baviera y el Condado de Glatz en la otra.
Para completar sus posesiones, Ernesto compró en 1556 los señoríos de Rychnov nad Kněžnou, el castillo de Litice, Potštejn, Solnice y Černíkovice en Bohemia Oriental.
Ernesto falleció en 1560 y fue enterrado en Glatz. Poco después, sin embargo, su cuerpo fue trasladado a Múnich y depositado en la cripta, en la Catedral de Nuestra Señora. El señorío prendario de Glatz fue heredado por su sobrino Alberto V, quien lo vendió a Maximiliano II en 1567.